# Mořské varhany

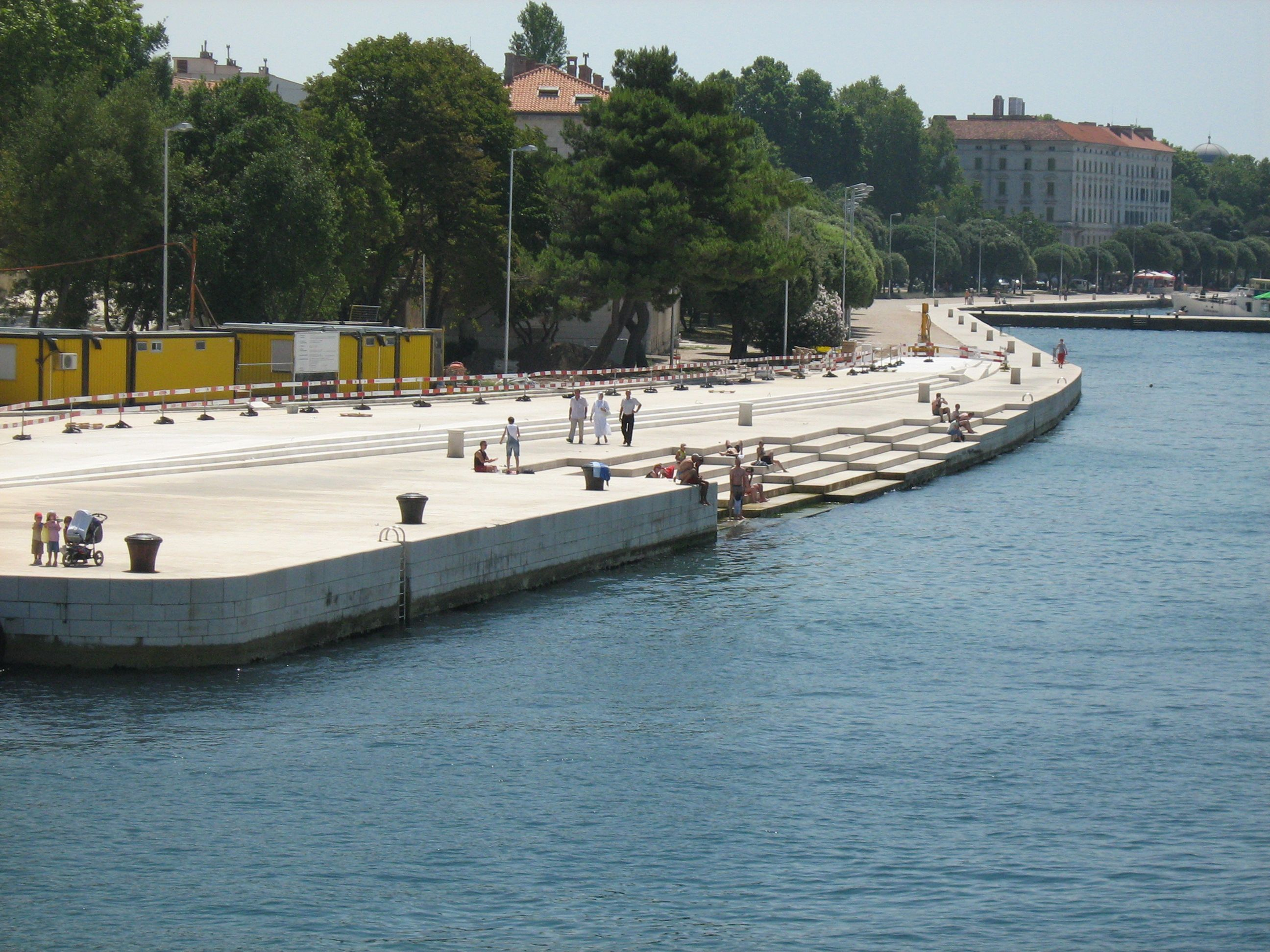
Varhany moře

Mořské varhany (chorvatsky Morske orgulje) jsou architektonický objekt a experimentální hudební nástroj, v němž jsou tóny vyluzovány pomocí vzduchu vytlačovaného mořskými vlnami. Tato zajímavost se nachází na nábřeží v Zadaru v chorvatské Dalmácii.
Varhany navrhl architekt Nikola Bašić v roce 2005. Po konzultační stránce mu pomohl odborník na mořskou hydrauliku prof. Vladimir Andročec. Trubky jsou dílem Gorana Ježina. Při realizaci projektu pomáhali i odborníci z továrny na hudební nástroje, firmy Heferer. Nikola Bašić byl za tuto realizaci oceněn v roce 2006 Evropskou cenou za urbanistické využití veřejných prostor. Mořské varhany se umístily na prvním místě z 207 projektů z celé Evropy.
Mořské varhany tvoří celkem 35 trubek, jež mají různý průměr, délku i sklon. Každá je opatřena otvorem a píšťalou. Společně vydávají 7 akordů složených z 35 tónů, jež vyluzuje proud vzduchu vytvářený v trubkách vlnami.
Varhany jsou instalovány přímo ve starém městě na Istrijském nábřeží (Istarska obala) na místě zvaném punta, což je západní špička městského poloostrova. Jsou zabudovány do stupňovitě upravené pobřežní zdi a jejich příjemný zvuk se line z jednotlivých otvorů. Vzniklo tak široké schodiště, po němž lze sejít až k mořské hladině a na němž se dá i posedět a poslouchat hru varhan. Celek působí velmi přirozeně a esteticky.